# Pilodeudorix debilis
Pilodeudorix debilis är en fjärilsart som beskrevs av Otto Staudinger 1891. Pilodeudorix debilis ingår i släktet Pilodeudorix och familjen juvelvingar. Inga underarter finns listade i Catalogue of Life.